# Exécutif Anselme (Région wallonne)
Pour les articles homonymes, voir Exécutif Anselme.
Région wallonne
Coëme Spitaels
L'Exécutif Anselme est un exécutif régional wallon bipartite composé de socialistes et de sociaux-chrétiens. Il compte à l'origine 7 ministres.
Ce gouvernement fonctionne du 10 mai 1988 au 8 janvier 1992 en remplacement de l'Exécutif Coëme, à la suite de la démission de ce dernier et de Philippe Busquin.
Il cèdera sa place en 1992 à l'Exécutif Spitaels.

## Composition
| Fonction | Titulaire | Titulaire                                               | Parti |
| --- | --------- | ------------------------------------------------------- | ----- |
| Ministre-Président, chargé de l’Économie et des P.M.E. le 18 janvier 1989, s'y ajoute: la Fonction publique régionale                                                                              |           | Bernard Anselme                                         | PS    |
| Ministre du Budget, des Finances et du Logement le 18 janvier 1989, s'y ajoute: le Transport et est enlevé: le Logement                                                                            |           | Amand Dalem                                             | PSC   |
| Ministre des Pouvoirs locaux, des Travaux subsidiés et de l’Eau |           | André Cools à partir du 3 mai 1990: Alain Van der Biest | PS    |
| à partir du 18 janvier 1989: Ministre des Travaux publics à partir du 7 juin 1990, s'y ajoutent: les Équipements                                                                                   |           | André Baudson                                           | PS    |
| Ministre de l’Aménagement du Territoire, des Technologies nouvelles et des Relations extérieures. le 18 janvier 1989, s'y ajoute: la Recherche                                                     |           | Albert Liénard                                          | PSC   |
| Ministre de la Rénovation rurale, de la Conservation de la nature, des Zonings industriels, de l’Emploi et de la Fonction publique régionale le 18 janvier 1989, est retirée: la Fonction publique |           | Edgard Hismans                                          | PS    |
| Ministre de l’Agriculture, de l’Environnement et de l’Énergie. le 18 janvier 1989, s'y ajoute: le Logement et est retirée: l'Énergie                                                               |           | Guy Lutgen                                              | PSC   |